# شون كوبر (موسيقي)
شون كوبر (بالإنجليزية: Shaun Cooper)‏ هو موسيقي أمريكي، ولد في 12 نوفمبر 1980 في بالدوين في الولايات المتحدة.

## وصلات خارجية
- شون كوبر على موقع ميوزك برينز (الإنجليزية)
- شون كوبر على موقع ديسكوغز (الإنجليزية)